# Boeing 767
Бо́їнг 767 (англ. Boeing 767) — широкофюзеляжний пасажирський літак з двома  двигунами, виробництва Boeing Commercial Airplanes, призначений для виконання польотів великої дальності. Це перший широкофюзеляжний пасажирський літак від Boeing з двома двигунами, та перший їхній авіалайнер з "скляним кокпітом", що розрахований на керування екіпажем з двох пілотів. Літак оснащений двома турбовентиляторними двигунами та має крило надкритичного профілю, для зменшення аеродинамічного опору. Розроблений, як широкофюзеляжний авіалайнер, меншого розміру, ніж попередні літаки, такі як Boeing 747, 767 має місткість від 181 до 375 пасажирів і дальність польоту від 7130 до 11825 км залежно від варіанту. Розробка 767 відбувалася одночасно з вузько-фюзеляжним Boeing 757, наслідком чого стали схожі конструктивні особливості, які дозволяють пілотам отримати спільний рейтинг типу для керування обома літаками.
767 випускається з трьома різними розмірами фюзеляжу. Початковий варіант 767-200 був введений в експлуатацію у 1982 році, потім у 1986 році - 767-300, а у 2000 році — 767-400ER — варіант зі збільшеною дальністю (англ. ER - Extended Range). Модифікації 767-200ER та 767-300ER введені в експлуатацію у 1984 та 1988 рр., а вантажна версія 767-300F з'явилася 1995 року. Програми конверсії дозволяють переробити пасажирські літаки 767-200 та 767-300 для перевезення вантажів, а також для VIP-перевезень. Також розроблені військові модифікації, зокрема літак-розвідник E-767, повітряні заправники KC-767 та KC-46. На 767 використовуються турбовентиляторні двигуни General Electric CF6, Pratt & Whitney JT9D і PW4000, та Rolls-Royce RB211.
Авіакомпанія United Airlines першою ввела 767 в комерційну експлуатацію у 1982 році. Літак спочатку обслуговував внутрішні та трансконтинентальні маршрути, в процесі чого була продемонстрована надійність конструкції. У 1985 році 767 став першим авіалайнером з двома двигунами, який отримав офіційне схвалення для виконання трансокеанських рейсів. Потім літак використовувався для безпосадкових перельотів на міжконтинентальних маршрутах середньої та великої тривалості. У 1986 році компанія Boeing ініціювала дослідження для розробки 767 більшої ємності, що в кінцевому підсумку призвело до розробки 777, авіалайнера з ще більш широким фюзеляжем. У 90-х роках 767 стали найпоширенішими авіалайнерами на трансатлантичних рейсах між Північною Америкою та Європою.
767 став першим широкофюзеляжним літаком з двома двигунами, що був випущений у кількості понад 1000 екземплярів. Станом на липень 2018 року Boeing отримав 1224 замовлення на 767 від 74 компаній і 1116 вже було поставлено. Всього в липні 2018 року в експлуатації знаходилося 742 літаки. Найпоширенішим варіантом є 767-300ER з 583 екземплярами. Найбільшим оператором, є авіакомпанія Delta Air Lines у флоті якої 77 літаків цього типу. Конкурентами вважаються Airbus A300, A310 та A330-200. Станом на 2018 рік у виробництві залишаються лише вантажні та військові варіанти 767, а наступником пасажирського варіанту став Boeing 787, експлуатація якого почалася у 2011 році.

## Технічні дані
| Варіант                 | 767-200                                                                                                | 767-200ER                                                                                              | 767-300                                                                                                | 767-300ER                                                                                              | 767-300F                                                                                               | 767-400ER                                                                                              |
| ----------------------- | --- | --- | --- | --- | --- | --- |
| Пілоти                  | Двоє                                                                                                   | Двоє                                                                                                   | Двоє                                                                                                   | Двоє                                                                                                   | Двоє                                                                                                   | Двоє                                                                                                   |
| 3-класний салон         | 174 (15F, 40J, 119Y)                                                                                   | 174 (15F, 40J, 119Y)                                                                                   | 210 (18F, 42J, 150Y)                                                                                   | 210 (18F, 42J, 150Y)                                                                                   | 438 м³, 58 т / 52,7 т, 24 палети                                                                       | 243 (16F, 36J, 189Y)                                                                                   |
| 2-класний салон         | 214 (18J, 196Y)                                                                                        | 214 (18J, 196Y)                                                                                        | 261 (24J, 237Y)                                                                                        | 261 (24J, 237Y)                                                                                        | 438 м³, 58 т / 52,7 т, 24 палети                                                                       | 296 (24J, 272Y)                                                                                        |
| 1-класний салон(ліміт)  | 245Y (290)                                                                                             | 245Y (290)                                                                                             | 290Y (351)                                                                                             | 290Y (351)                                                                                             | 438 м³, 58 т / 52,7 т, 24 палети                                                                       | 409Y (375)                                                                                             |
| Вантаж                  | 86,9 м³                                                                                                | 86,9 м³                                                                                                | 114,1 м³                                                                                               | 114,1 м³                                                                                               | 438 м³, 58 т / 52,7 т, 24 палети                                                                       | 138,9 м³                                                                                               |
| ULD-контейнери:ст.32–36 | 22 LD2                                                                                                 | 22 LD2                                                                                                 | 30 LD2                                                                                                 | 30 LD2                                                                                                 | 30 LD2                                                                                                 | 38 LD2                                                                                                 |
| Довжина                 | 48,51 м                                                                                                | 48,51 м                                                                                                | 54,94 м                                                                                                | 54,94 м                                                                                                | 54,94 м                                                                                                | 61,37 м                                                                                                |
| Розмах крила            | 47,57 м                                                                                                | 47,57 м                                                                                                | 47,57 м                                                                                                | 47,57 м                                                                                                | 47,57 м                                                                                                | 51,92 м                                                                                                |
| Площа крила             | 283,3 м², стрілоподібність - 31,5°                                                                     | 283,3 м², стрілоподібність - 31,5°                                                                     | 283,3 м², стрілоподібність - 31,5°                                                                     | 283,3 м², стрілоподібність - 31,5°                                                                     | 283,3 м², стрілоподібність - 31,5°                                                                     | 290,7 м²                                                                                               |
| Фюзеляж                 | висота - 5,41 м , ширина - 5,03 м, ширина салону - 4,72 м:ст.30                                        | висота - 5,41 м , ширина - 5,03 м, ширина салону - 4,72 м:ст.30                                        | висота - 5,41 м , ширина - 5,03 м, ширина салону - 4,72 м:ст.30                                        | висота - 5,41 м , ширина - 5,03 м, ширина салону - 4,72 м:ст.30                                        | висота - 5,41 м , ширина - 5,03 м, ширина салону - 4,72 м:ст.30                                        | висота - 5,41 м , ширина - 5,03 м, ширина салону - 4,72 м:ст.30                                        |
| MTOW                    | 142882 кг                                                                                              | 179169 кг                                                                                              | 158758 кг                                                                                              | 186880 кг                                                                                              | 186880 кг                                                                                              | 204116 кг                                                                                              |
| Корисне навантаження    | 33271 кг                                                                                               | 35557 кг                                                                                               | 40030 кг                                                                                               | 43799 кг                                                                                               | 53977 кг                                                                                               | 45813 кг                                                                                               |
| Порожня вага (OEW)      | 80127 кг                                                                                               | 82377 кг                                                                                               | 86069 кг                                                                                               | 90011 кг                                                                                               | 86183 кг                                                                                               | 103872 кг                                                                                              |
| Ємність палива          | 63217 л                                                                                                | 91380 л                                                                                                | 63216 л                                                                                                | 91380 л                                                                                                | 91380 л                                                                                                | 91380 л                                                                                                |
| Ємність палива          | 50753 кг                                                                                               | 73363 кг                                                                                               | 50753 кг                                                                                               | 73364 кг                                                                                               | 73364 кг                                                                                               | 73364 кг                                                                                               |
| Дальність               | 7200 км:ст.47                                                                                          | 12200 км                                                                                               | 7200 км:ст.49                                                                                          | 11070 км                                                                                               | 6025 км                                                                                                | 10415 км                                                                                               |
| Крейсерський режим      | крейсерська швидкість: 850 км/год, максимальна швидкість: 900 км/год на висоті 12000 м, Стеля: 13100 м | крейсерська швидкість: 850 км/год, максимальна швидкість: 900 км/год на висоті 12000 м, Стеля: 13100 м | крейсерська швидкість: 850 км/год, максимальна швидкість: 900 км/год на висоті 12000 м, Стеля: 13100 м | крейсерська швидкість: 850 км/год, максимальна швидкість: 900 км/год на висоті 12000 м, Стеля: 13100 м | крейсерська швидкість: 850 км/год, максимальна швидкість: 900 км/год на висоті 12000 м, Стеля: 13100 м | крейсерська швидкість: 850 км/год, максимальна швидкість: 900 км/год на висоті 12000 м, Стеля: 13100 м |
| Довжина розбігу         | 1900 м:ст.58                                                                                           | 2480 м                                                                                                 | 2800 м:ст.64                                                                                           | 2650 м                                                                                                 | 2650 м                                                                                                 | 3290 м                                                                                                 |
| Двигуни (×2)            | P&W JT9D / PW4000 / GE CF6-80                                                                          | P&W JT9D / PW4000 / GE CF6-80 / RB211-524                                                              | P&W JT9D / PW4000 / GE CF6-80 / RB211-524                                                              | GE CF6-80 / PW4000 / RB211-524                                                                         | GE CF6-80 / PW4000 / RB211-524                                                                         | GE CF6-80 / PW4000                                                                                     |
| Тяга (×2)               | 214–234 кН                                                                                             | 214–270 кН                                                                                             | 214–270 кН                                                                                             | 252–274 кН                                                                                             | 252–274 кН                                                                                             | 270 кН                                                                                                 |